# آنابل (فیلم ۲۰۱۵)
آنابل (به اسپانیایی: Anabel) یک فیلم معمایی و ترسناک اسپانیایی محصول سال ۲۰۱۵ به نویسندگی و کارگردانی آنتونیو تراشوراس است. بازیگران این فیلم آنا دِ آرماس، روسیو لئون و انریکه ویلن میباشد. آنابل در ۱۱ اکتبر سال ۲۰۱۵ میلادی منتشر شد. عکاسی این فیلم بر عهدهٔ «رولاند دِ میدل» است.

## خلاصه داستان
پس از آنکه «آنابل» بنا به دلایلی نامعلوم و مبهم، منزل را ترک می‌کند؛ دو هم‌خانه‌ای او تصمیم می‌گیرند، جایگزینی برای وی پیدا کنند و یک هم‌خانه جدید بیاورند، تا هزینهٔ اجاره را با او تقسیم کنند. فردی که در نهایت انتخاب می‌شود مردی متشخص و مسن است که خیلی زود اعتماد این دو دختر را به‌خود جلب می کند، اما کمی پس از حضور او، وقایع عجیب و نگران‌کننده‌ای رخ می‌دهد.